# Juho Kuosmanen
Pour les articles homonymes, voir Kuosmanen.
Juho Kuosmanen, né le 30 septembre 1979 à Kokkola, est un réalisateur finlandais, aussi scénariste, acteur et monteur.

## Biographie
Juho Kuosmanen est né en 1979. Il est diplômé en 2014 à l'université Aalto de la ELO Helsinki Film School.
Il a joué et mis en scène des spectacles de théâtre, et a travaillé avec l’ensemble avant-gardiste West Coast Kokkola Opera.
Ses courts métrages remportent de nombreux prix lors de festivals tels que à la Cinéfondation, à Cannes et au festival de Locarno.
En 2016 sort The Happiest Day in the Life of Olli Mäki (Olli Mäki), son premier long métrage.
Juho Kuosmanen réside à Helsinki.

## Filmographie partielle

### Comme réalisateur
- 2007 : Kestomerkitsijät (court métrage)
- 2008 : Kaupunkilaisia (court métrage)
- 2010 : Taulukauppiaat (moyen métrage)
- 2012 : Romu-Mattila ja kaunis nainen (court métrage)
- 2013 : Hevoshullu (court métrage)
- 2016 : Olli Mäki (Hymyilevä mies)
- 2021 : Compartiment no 6 (Hytti Nro 6)
- 2024 : Les Contes de Kokkola (Silent Trilogy)

### Comme acteur
- 2008 : 8 päivää ensi-iltaan : acteur de théâtre
- 2012 : Miesten välisiä keskusteluja : assistant
- 2013 : Silmäterä : distributeur de journal

## Distinctions
- 2016 : Prix national de la cinématographie
- Festival de Cannes 2021 : Grand prix pour Compartiment n° 6